# Bory Niemodlińskie

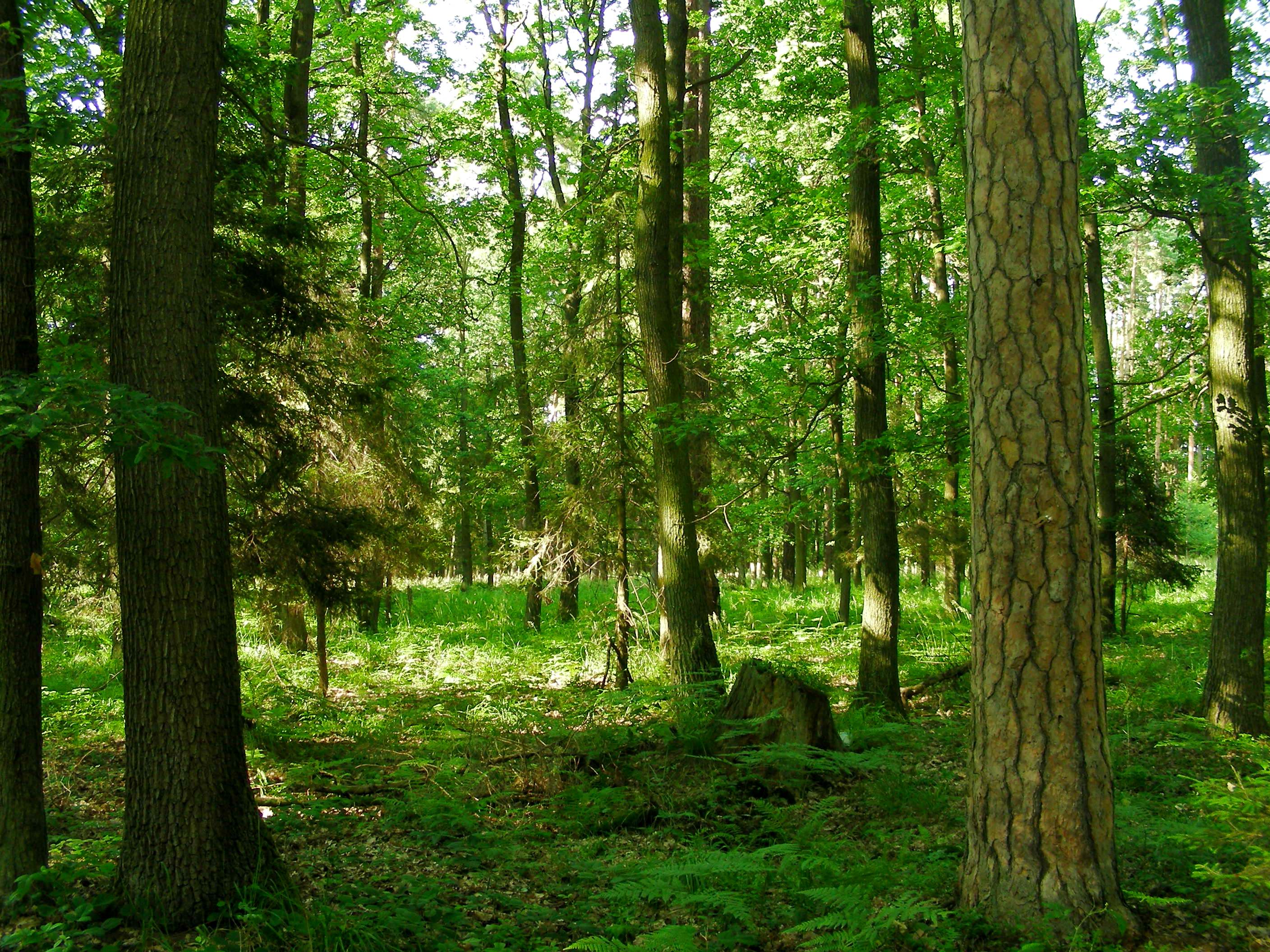
Drzewostan w rezerwacie przyrody Jaśkowice.

Bory Niemodlińskie – największy kompleks leśny w zachodniej części górnej Odry obejmujący powierzchnię 480 km² cennych przyrodniczo lasów będących pozostałością niegdysiejszej Przesieki Śląskiej, z wciąż jeszcze zachowanymi fragmentami typowych dla polskiego niżu lasów mieszanych i liściastych. Na obszarze Borów Niemodlińskich, szczególnie w zachodniej i północno-zachodniej części występuje także znaczna liczba zbiorników wodnych o łącznej powierzchni blisko 1000 ha. Dla ochrony tego przyrodniczo cennego terenu na mocy uchwały Wojewódzkiej Rady Narodowej w Opolu z dnia 26 maja 1988 roku utworzono Obszar Chronionego Krajobrazu Borów Niemodlińskich. Jest to pod względem wielkości w województwie opolskim drugi – pośród siedmiu – obszar objęty tą formą ochrony powierzchniowej.

## Obszar
Lasy kompleksu Borów Niemodlińskich o powierzchni 48,19 tys. ha obecnie są administrowane przez trzy nadleśnictwa:
- Nadleśnictwo Opole – obręb Dąbrowa
- Nadleśnictwo Prószków
- Nadleśnictwo Tułowice

natomiast większość zbiorników wodnych występujących w Borach Niemodlińskich (o powierzchni 708,50 ha) jest administrowana przez:
- Gospodarstwo Rybackie Lasów Państwowych w Niemodlinie

## Położenie geograficzne
Pod względem regionalizacji fizycznogeograficznej Polski obszar Borów Niemodlińskich zlokalizowany jest na terenie czterech mezoregionów makroregionu Niziny Śląskiej:
- mezoregion Równiny Niemodlińskiej
- mezoregion Doliny Nysy Kłodzkiej
- mezoregion Pradoliny Wrocławskiej
- mezoregion Kotliny Raciborskiej

Około 95% obszaru Borów Niemodlińskich zlokalizowane jest na obszarze Równiny Niemodlińskiej. Równina ta  położona jest pomiędzy obniżeniami doliny Nysy Kłodzkiej na zachodzie, a doliną Odry na wschodzie. Od południa Równinę Niemodlińską ogranicza  Kotlina Raciborska i Płaskowyż Głubczycki.

## Rzeźba terenu
Rzeźba terenu Borów Niemodlińskich została ukształtowana w plejstocenie, głównie za sprawą zlodowacenia środkowopolskiego, które wykazuje na tym obszarze największe działanie rzeźbotwórcze. Zlodowacenie to w swym największym zasięgu obejmowało w całości dzisiejszy obszar Borów Niemodlińskich. Ze zlodowaceniem środkowopolskim związane są najczęściej obserwowane na tym terenie formy glacjalne – sandry, moreny denne, kemy i tarasy kemowe. Charakter tych form pierwotnie wykazywał większe zróżnicowanie, obecnie jednak tworzą one płaskie, lub co najwyżej faliste równiny, w zachodniej części urozmaicone szerokimi, ale niskimi wzniesieniami.
Młodsze formy geomorfologiczne z okresu holocenu dominują na obszarach wydmowych i na torfowiskach. Powstałe w tej epoce pola piasków eolicznych przyjęły miejscami wyraźne formy wydm wałowych i złożonych, o wysokości dochodzącej miejscami do 20 metrów. 
W holocenie zakończył się również proces kształtowania się dolin rzecznych co objawiło się ostatecznym uformowaniem się ich krawędzi i wykładaniem dna rzek płaskimi terasami akumulacyjnymi. Szczególnie duże znaczenie procesy te miały dla dolin Nysy Kłodzkiej, Ścinawy Niemodlińskiej i Odry.
Najwyżej położone tereny w granicach Borów Niemodlińskich są zlokalizowane w mikroregionie Wału Niemodlińskiego, który miejscami wypiętrza się na wysokość przekraczającą 200 metrów n.p.m.

## Wody
Przeważająca część obszaru należy do zlewni Ścinawy Niemodlińskiej, natomiast wschodni fragment Borów Niemodlińskich odwadniany jest przez Prószkowski Potok. Wszystkie cieki wodne mają tu charakter nizinny. Ogólna powierzchnia zbiorników wodnych na obszarze Borów Niemodlińskich wynosi 807 ha.

## Fauna
Bory Niemodlińskie zamieszkane są przez typowy dla Niżu Śląskiego zespół zwierzęcy. Znajdują się tu ważne ostoje lęgowe bąka, łabędzia niemego, gęsi gęgawy, mewy śmieszki, bociana czarnego, cietrzewia oraz ptaków łownych. Rewelacją ornitologiczną było wykrycie w leśnictwie Chrzelice gnieżdżenia się rzadkiej sowy włochatki – gatunku występującego w lasach górskich. W Borach Niemodlińskich znajdują się jedne z ostatnich w Polsce stanowiska żółwia błotnego.

## Flora
Na terenie Borów Niemodlińskich zachowały się fragmenty lasów mieszanych, stanowiące główny element dawnej Przesieki Śląskiej. W skład drzewostanu wchodzi dąb bezszypułkowy, świerk, sosna, grab, jodła oraz modrzew europejski. W runie częstym składnikiem jest borówka czarna, trzcinnik leśny, konwalijka dwulistna, szczawik zajęczy. W obniżeniach terenu spotyka się fragmenty boru bagiennego.